# Aleksandyr Aleksandrow (ur. 1975)
Aleksandyr Jordanow Aleksandrow (bułg. Александър Йорданов Александров; ur. 19 stycznia 1975 w Płowdiwie) – bułgarski piłkarz grający na pozycji ofensywnego pomocnika. W swojej karierze rozegrał 10 meczów w reprezentacji Bułgarii.

## Kariera klubowa
Swoją karierę piłkarską Aleksandrow rozpoczął w klubie Marica Płowdiw. W sezonie 1993/1994 zadebiutował w nim w drugiej lidze bułgarskiej. W sezonie 1995/1996 awansował z Maricą do pierwszej ligi. W 1997 roku odszedł do Lewskiego Sofia. W sezonie 1997/1998 wywalczył z nim wicemistrzostwo oraz Puchar Bułgarii. W sezonie 1998/1999 ponownie został wicemistrzem. W sezonie 1999/2000 wywalczył z Lewskim dublet (mistrzostwo oraz puchar kraju), a w sezonie 2000/2001 został mistrzem Bułgarii.
Na początku 2001 roku Aleksandrow przeszedł do tureckiego klubu Kocaelispor. W trakcie sezonu 2002/2003, w którym Kocaelispor spadł z Süper Lig do 1. Lig, Aleksandrow odszedł do İstanbulsporu. Występował w nim do końca sezonu 2004/2005 i został z nim zdegradowany o klasę niżej. W 2005 roku został piłkarzem Kayserisporu. Z kolei w sezonie 2006/2007 najpierw grał w Konyasporze, a następnie w MKE Ankaragücü.
W 2007 roku Aleksandrow wrócił do Bułgarii i w latach 2007–2009 grał w Czerno More Warna. Na początku 2010 roku został piłkarzem Lewskiego, z którym w sezonie 2010/2011 wywalczył wicemistrzostwo Bułgarii. W sezonie 2011/2012 występował w Botewie Płowdiw, w którym zakończył karierę.
| Sezon   | Klub              | Kraj     | Rozgrywki | Mecze | Gole |
| ------- | ----------------- | -------- | --------- | ----- | ---- |
| 1993/94 | Marica Płowdiw    | Bułgaria | II liga   | 17    | 4    |
| 1994/95 | Marica Płowdiw    | Bułgaria | II liga   | 19    | 7    |
| 1995/96 | Marica Płowdiw    | Bułgaria | II liga   | 28    | 13   |
| 1996/97 | Marica Płowdiw    | Bułgaria | I liga    | 23    | 9    |
| 1997/98 | Lewski Sofia      | Bułgaria | I liga    | 26    | 10   |
| 1998/99 | Lewski Sofia      | Bułgaria | I liga    | 18    | 7    |
| 1999/00 | Lewski Sofia      | Bułgaria | I liga    | 28    | 6    |
| 2000/01 | Lewski Sofia      | Bułgaria | I liga    | 7     | 1    |
| 2000/01 | Kocaelispor       | Turcja   | Süper Lig | 15    | 4    |
| 2001/02 | Kocaelispor       | Turcja   | Süper Lig | 30    | 3    |
| 2002/03 | Kocaelispor       | Turcja   | Süper Lig | 17    | 3    |
| 2002/03 | İstanbulspor      | Turcja   | Süper Lig | 15    | 0    |
| 2003/04 | İstanbulspor      | Turcja   | Süper Lig | 32    | 7    |
| 2004/05 | İstanbulspor      | Turcja   | Süper Lig | 32    | 8    |
| 2005/06 | Kayserispor       | Turcja   | Süper Lig | 31    | 6    |
| 2006/07 | Konyaspor         | Turcja   | Süper Lig | 14    | 2    |
| 2006/07 | MKE Ankaragücü    | Turcja   | Süper Lig | 12    | 0    |
| 2007/08 | Czerno More Warna | Bułgaria | A PFG     | 26    | 9    |
| 2008/09 | Czerno More Warna | Bułgaria | A PFG     | 27    | 6    |
| 2009/10 | Czerno More Warna | Bułgaria | A PFG     | 5     | 0    |
| 2009/10 | Lewski Sofia      | Bułgaria | A PFG     | 10    | 3    |
| 2010/11 | Lewski Sofia      | Bułgaria | A PFG     | 17    | 3    |
| 2011/12 | Lewski Sofia      | Bułgaria | B PFG     | 23    | 8    |

## Kariera reprezentacyjna
W reprezentacji Bułgarii Aleksandrow zadebiutował 4 listopada 1998 roku w zremisowanym 0:0 towarzyskim meczu z Algierią, rozegranym w Sofii. Grał m.in. w: eliminacjach do Euro 2000, do MŚ 2002 i do Euro 2004. Od 1998 do 2003 rozegrał w kadrze narodowej 10 meczów.